# Karl Taube
Karl Andreas Taube (né le 14 septembre 1957) est un mésoaméricaniste américain, archéologue, épigraphiste et anthropologue, connu pour ses recherches et ses publications sur les civilisations précolombiennes de Mésoamérique et du sud-ouest des actuels États-Unis. Il est depuis 2006 professeur d'anthropologie au « College of Humanities, Arts, and Social Sciences » de l'université de Californie à Riverside.

## Publications
- Karl Taube, Mythes aztèques et mayas, trad. Christian Cler, Le Seuil, « Points Sagesses », 1995 (Aztec and Maya Myths, British Museum, 1993).
- The memory of bones: body, being, and experience among the Classic Maya, S Houston, D Stuart, K Taube, University of Texas Press, 2006.
- The gods and symbols of ancient Mexico and the Maya: an illustrated dictionary of Mesoamerican religion, ME Miller, KA Taube, Thames & Hudson, 1993.
- The major gods of ancient Yucatan, KA Taube, Dumbarton Oaks, 1992.
- An illustrated dictionary of the gods and symbols of ancient Mexico and the Maya, ME Miller, KA Taube, Thames and Hudson, 1997.
- An archaeology of the senses: perception and cultural expression in ancient Mesoamerica

S Houston, K Taube, Cambridge archaeological journal 10 (2), 261-294, 2000.
- Flower mountain: concepts of life, beauty, and paradise among the Classic Maya, KA Taube, RES: Anthropology and Aesthetics 45 (1), 69-98, 2004.
- Ancient and contemporary Maya conceptions about field and forest, KA Taube, Food Products Press, 2003.
- Folk classification of Classic Maya pottery, SD Houston, D Stuart, KA Taube, American Anthropologist 91 (3), 720-726, 1989.
- The iconography of mirrors at Teotihuacan, KA Taube, 1992.
- The Olmec maize god: The face of corn in Formative Mesoamerica

K Taube, RES: Anthropology and Aesthetics 29 (1), 39-81, 1996.